# عکس نجومی روز
عکس نجومی روز (به انگلیسی: Astronomy Picture of the Day) یا به اختصار APOD وبگاهی است که توسط ناسا و دانشگاه فناوری میشیگان ارائه شده‌است. هر روز یک تصویر یا عکس متفاوت از جهان همراه با توضیح مختصری که توسط یک ستاره‌شناس حرفه‌ای نوشته شده‌است، از این وبگاه نمایش داده می‌شود. عکس‌ها لزوماً مطابق با یک رویداد آسمانی در همان روز نیست و گاهی نیز ممکن است تصاویر تکرار شوند. هنگامی که این وبگاه ایجاد شد، در مجموع ۱۴ بازدید از صفحه در روز اول خود دریافت کرد. اکنون، این وبگاه بیش از یک میلیارد بازدید از تصاویر در طول عمر خود دریافت کرده‌است. همچنین این وبگاه روزانه به ۲۱ زبان ترجمه می‌شود.

## نگارخانه

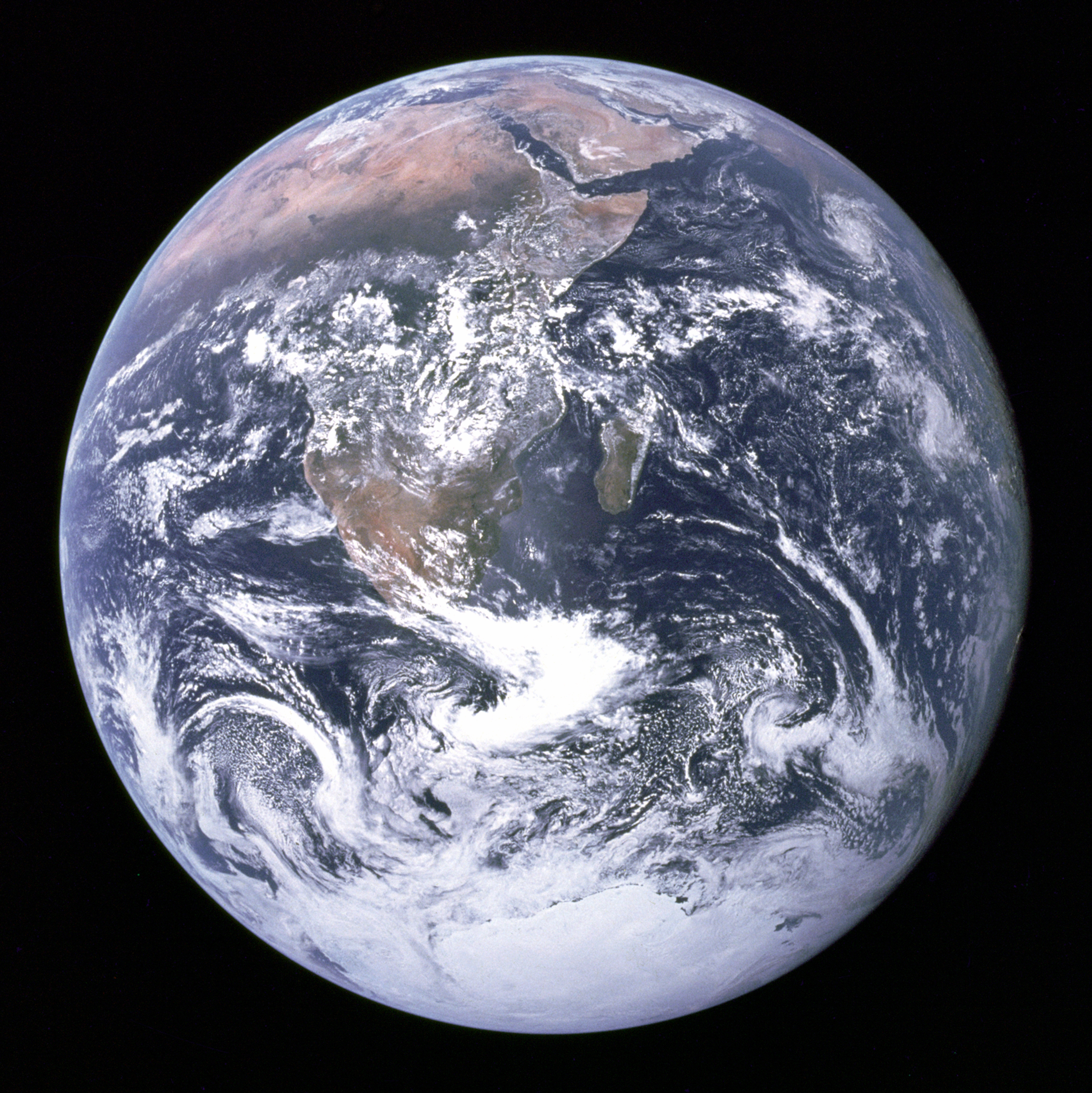
به سیاره زمین خوش آمدید
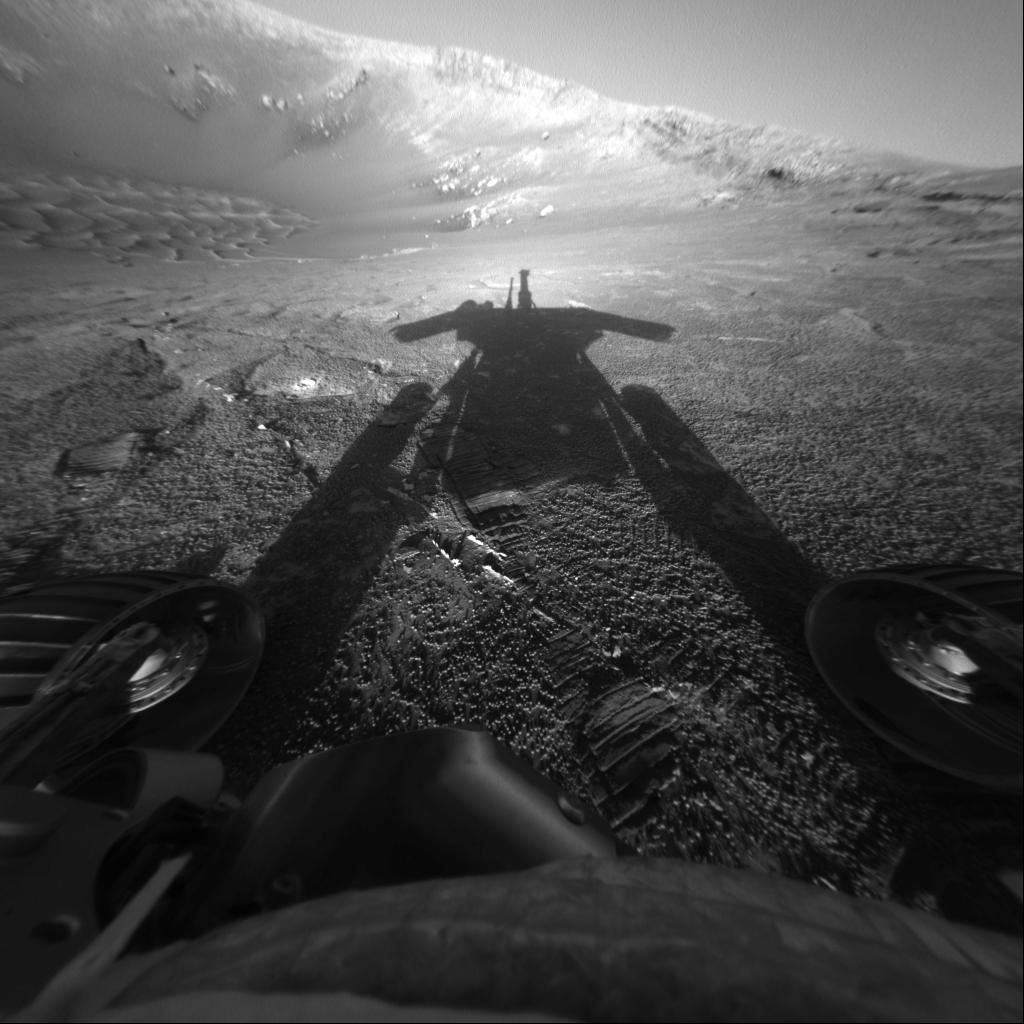
سایه مریخ‌نورد آپورچونیتی
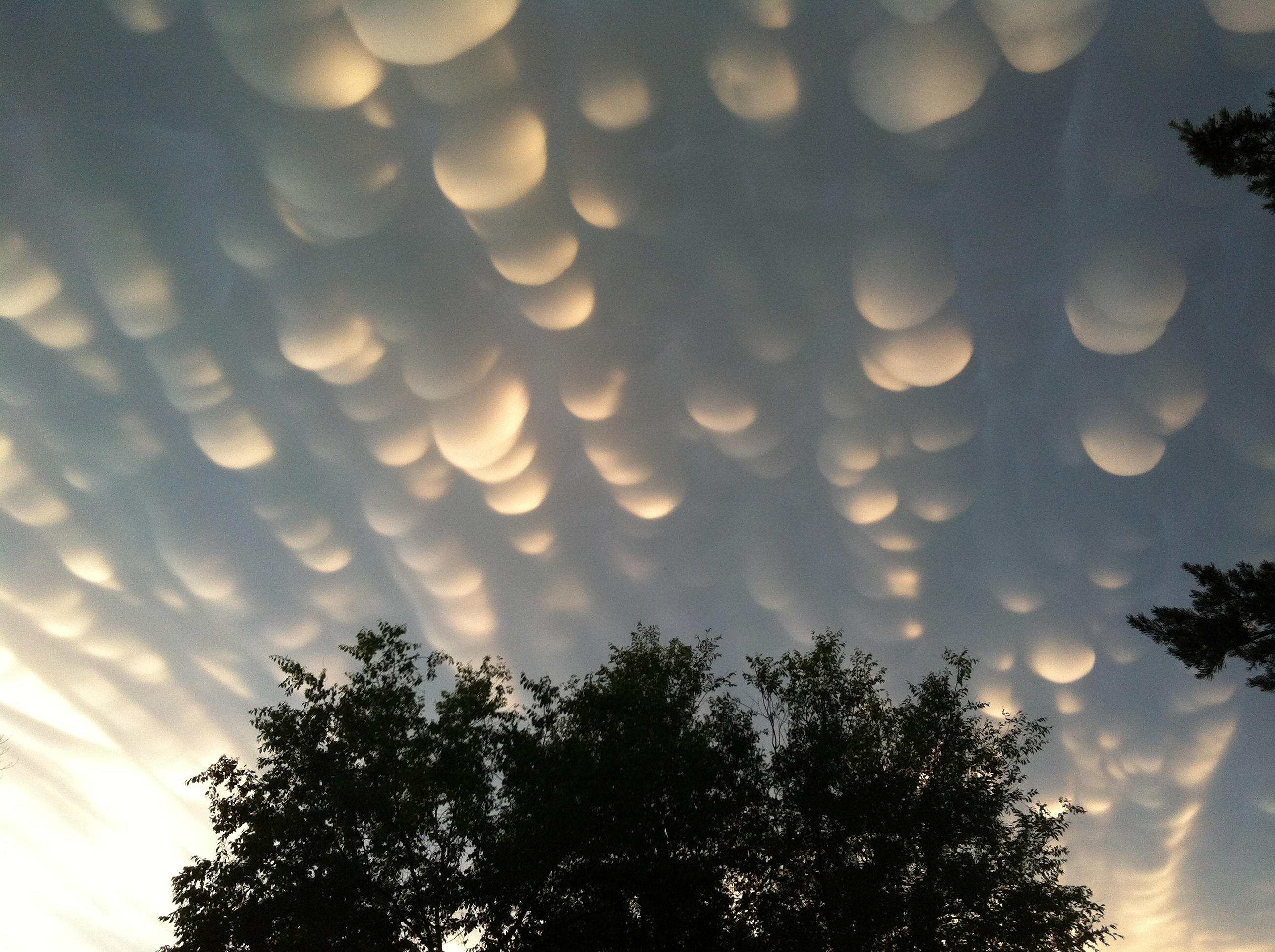
ابرهای ماماتوس بر فراز ساسکاچوان
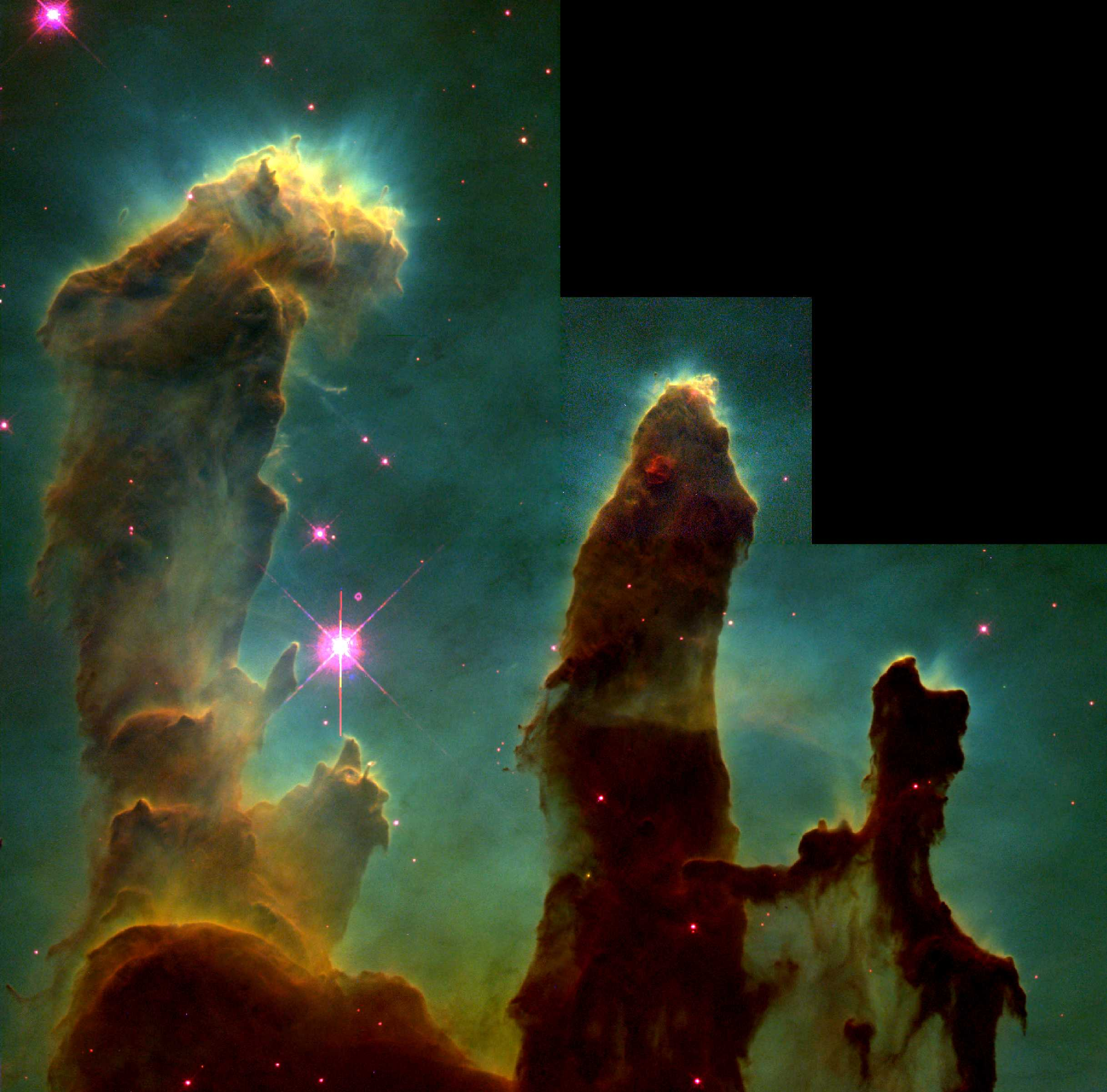
سحابی عقاب: ستون‌های آفرینش
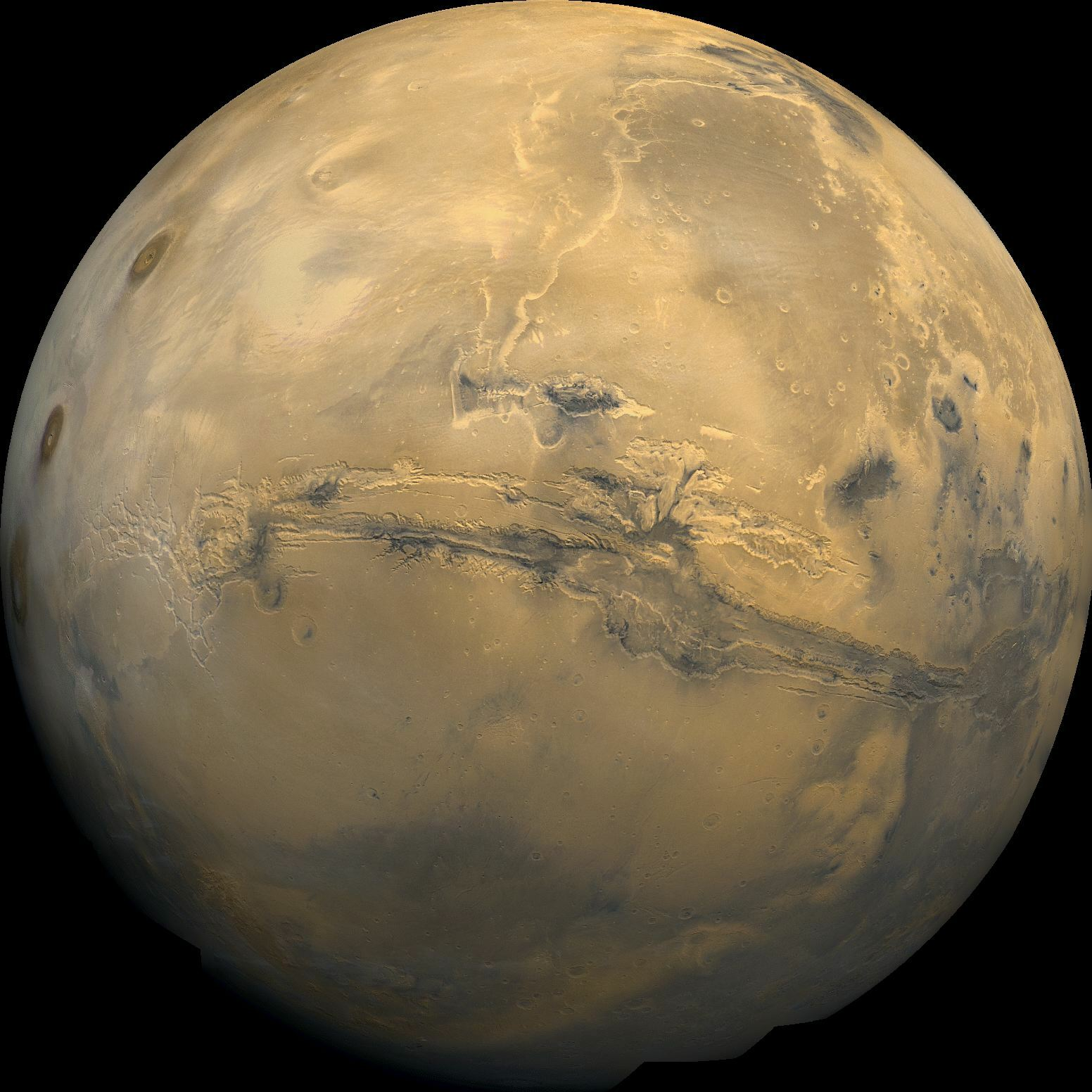
دره مارینر
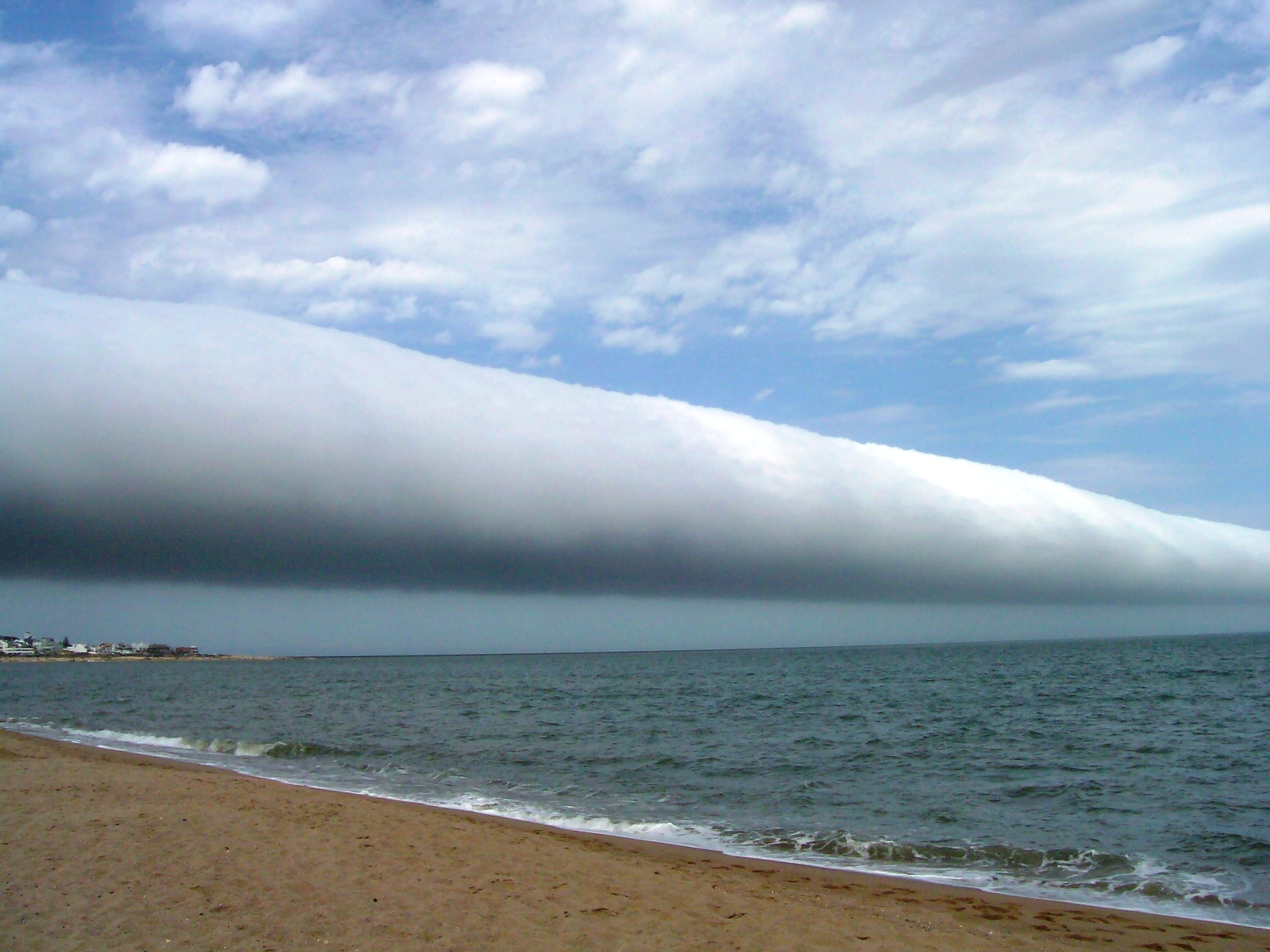
گونه‌ای از ابر (ابر لوله‌ای) بر فراز اروگوئه
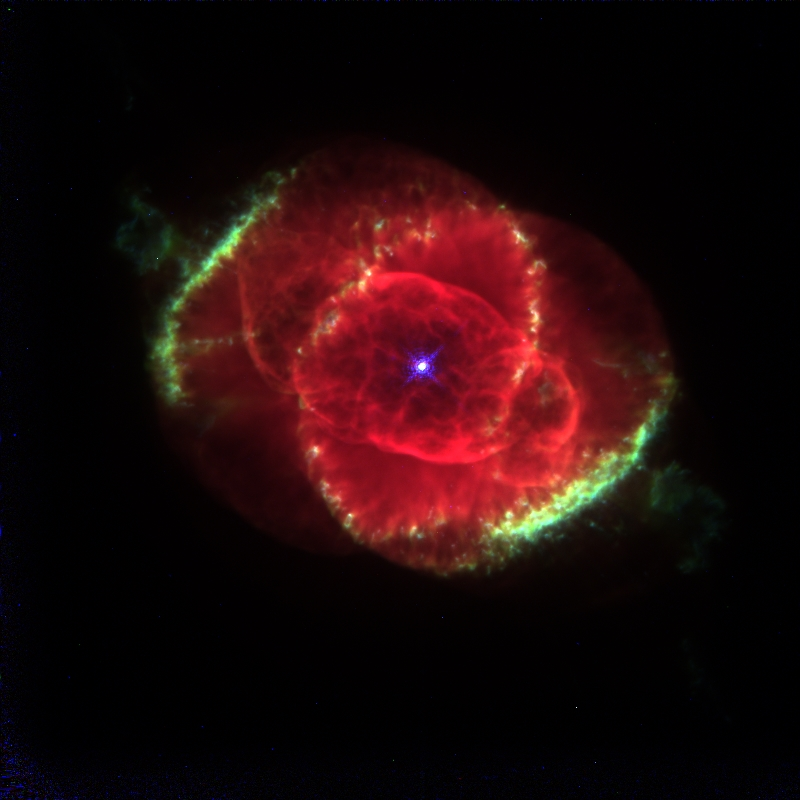
سحابی چشم گربه
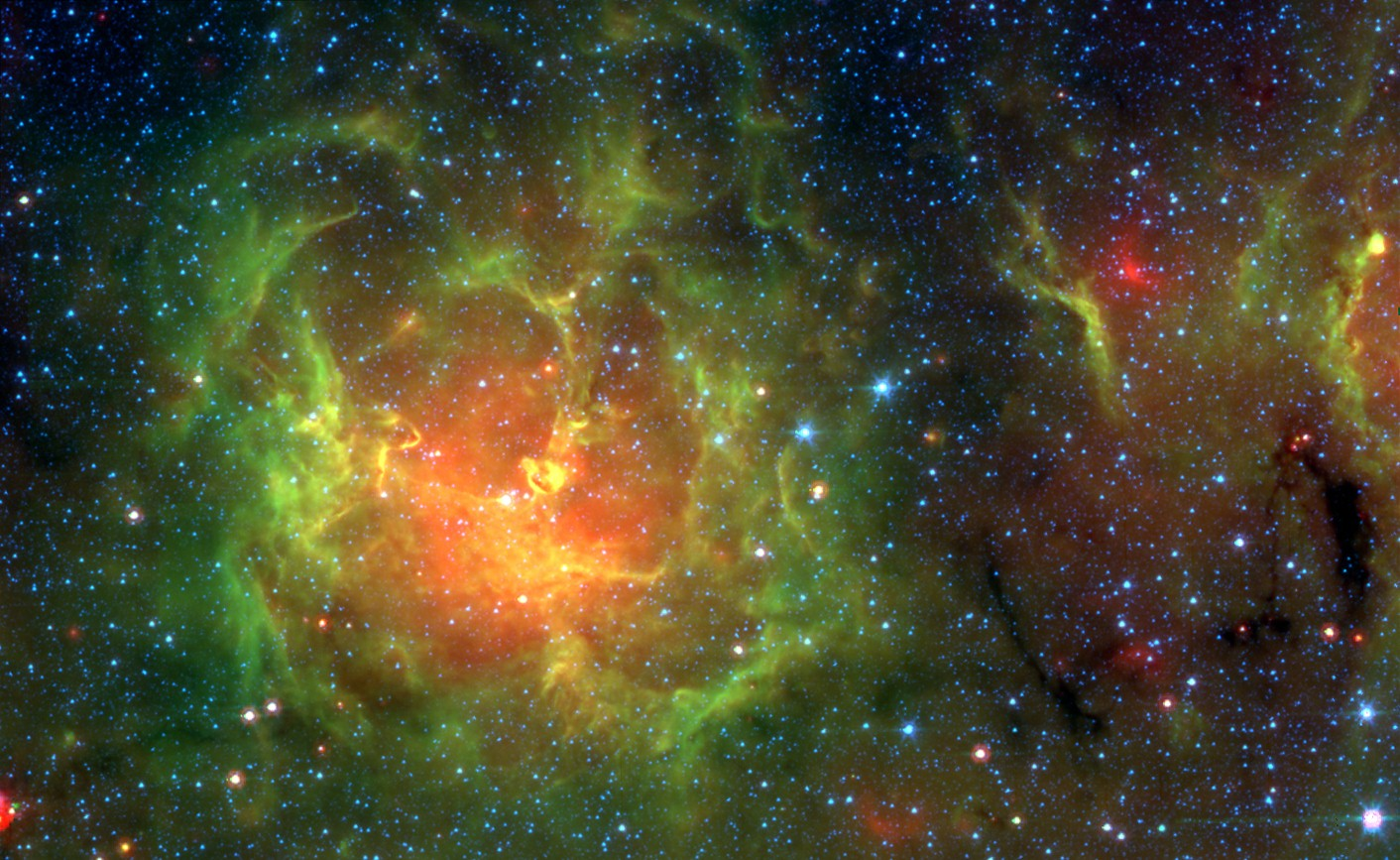
سحابی سه‌تکه
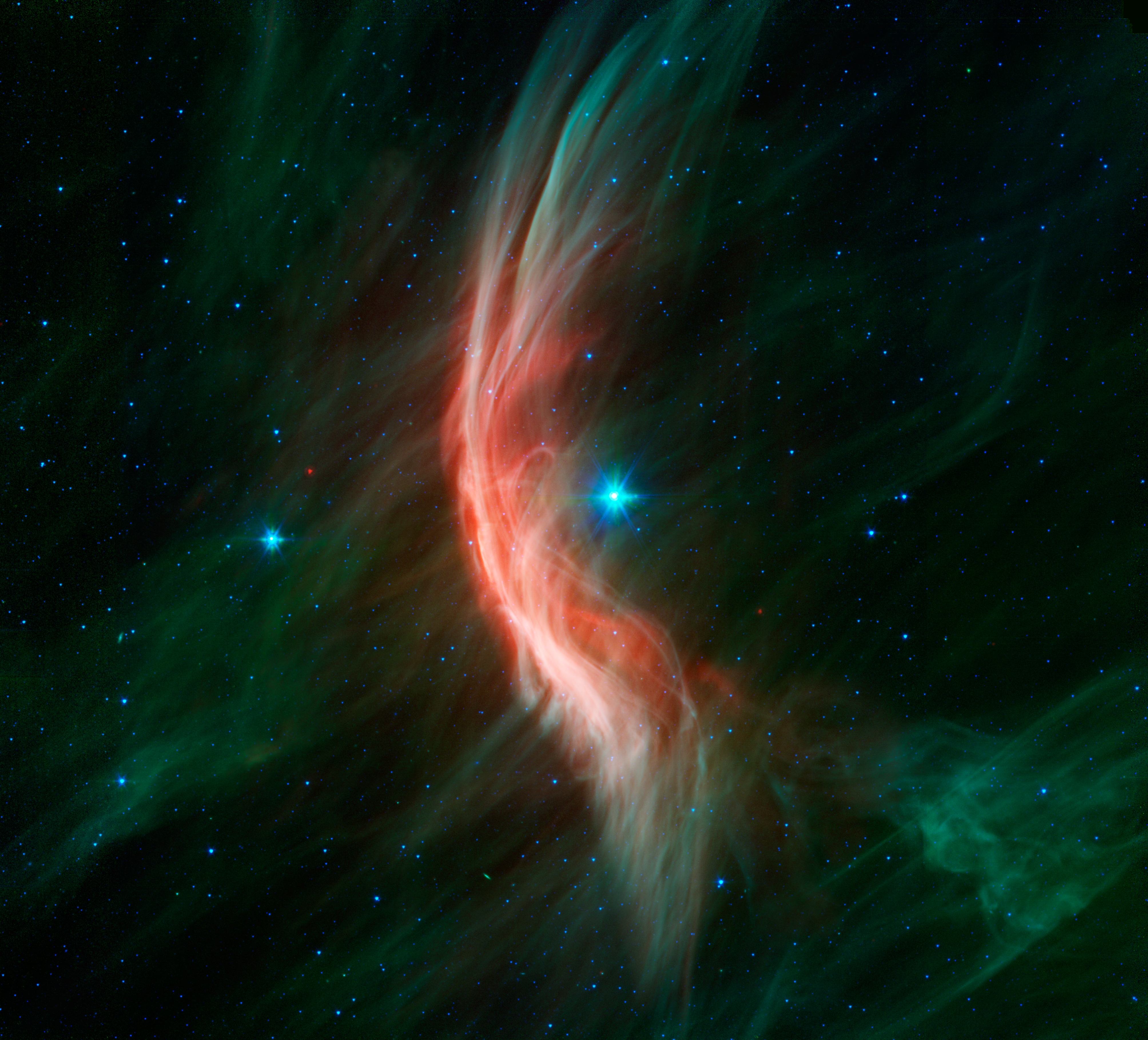
زتا مارافسای
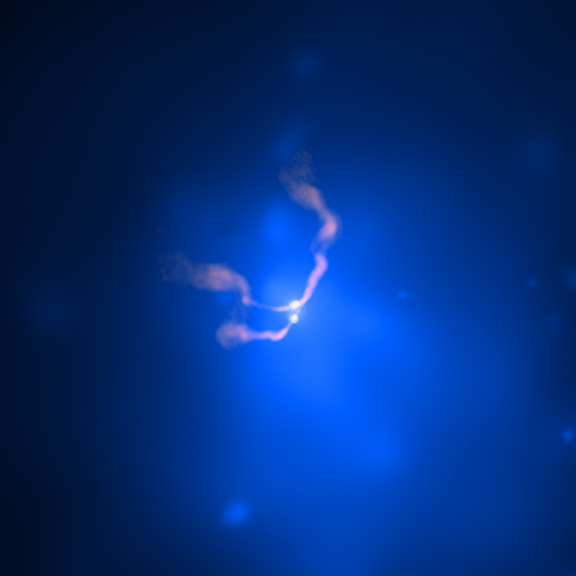
رقص دو سیاه‌چاله در ۳سی ۷۵
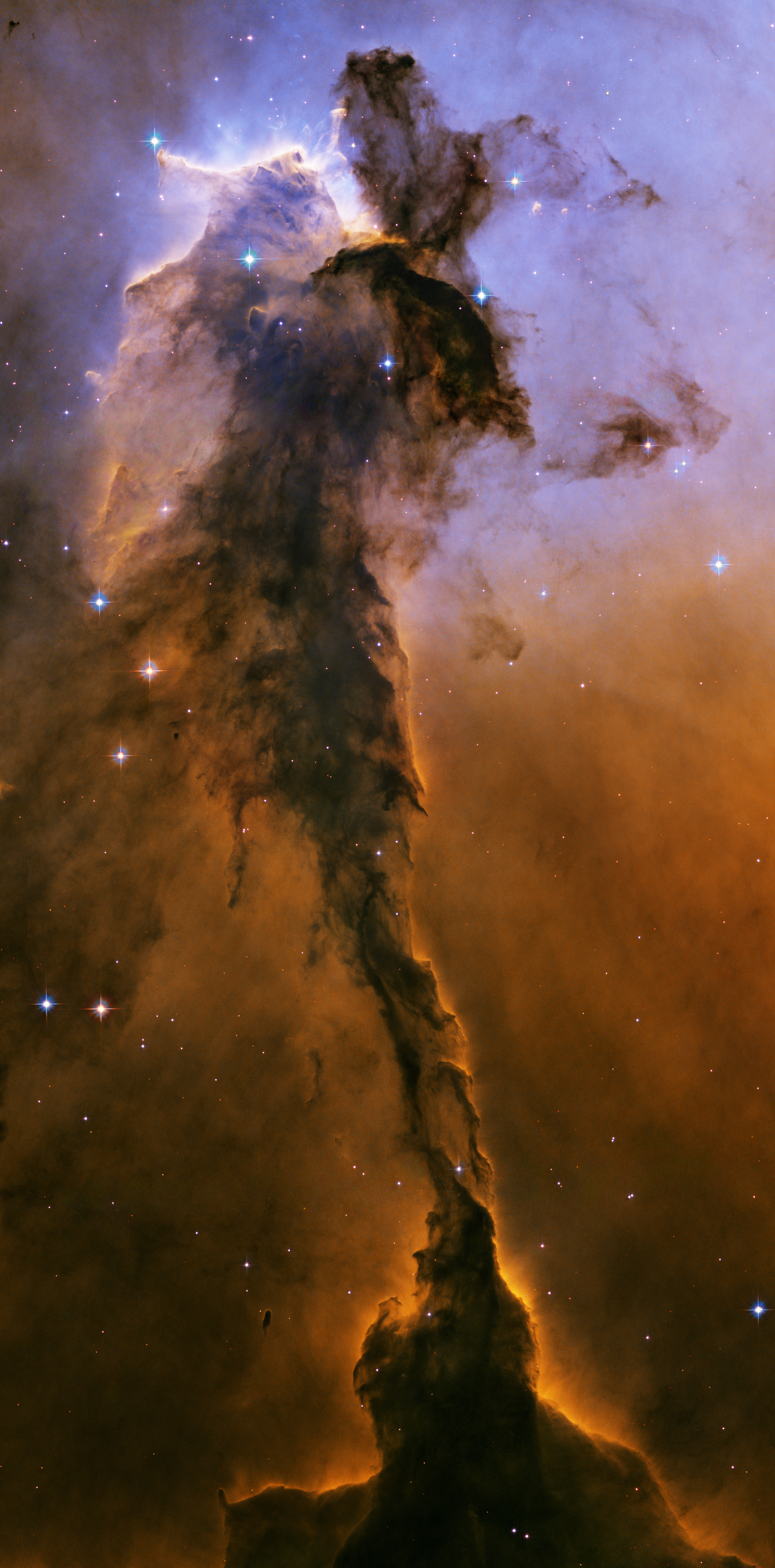
سحابی عقاب
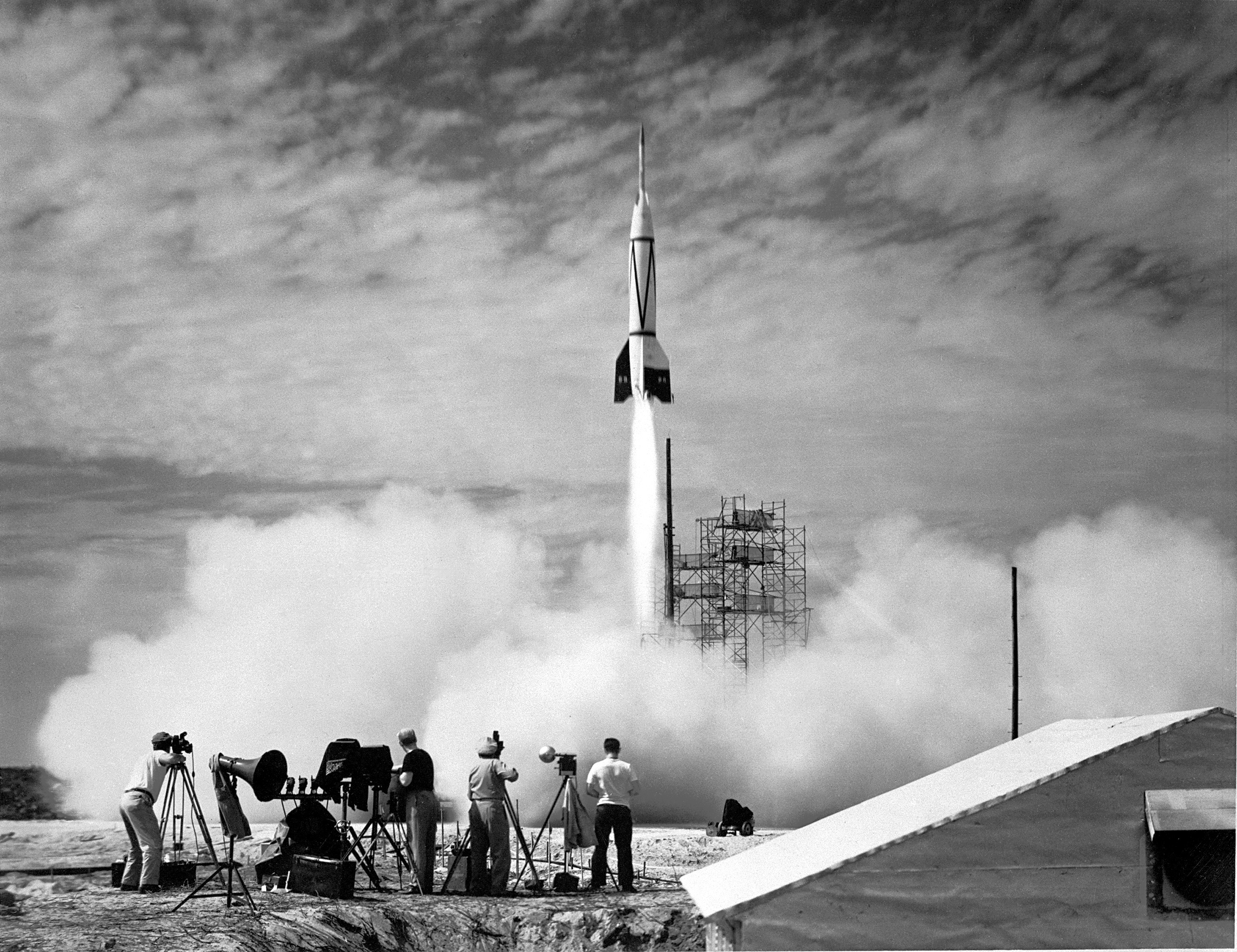
اولین پرتاب موشک از کیپ کاناورال